# Petra Majdičová
Petra Majdičová (* 22. prosince 1979, Dol pri Ljubljani) je bývalá slovinská reprezentantka v běhu na lyžích. Žije v Brinje, které patří k obci Dol pri Ljubljani. Závodila za klub SD Atrans Trojane. Jezdila na lyžích Fischer.

## Sportovní úspěchy
Petra Majdičová je nejúspěšnější slovinskou běžkyní na lyžích v historii - před ní žádný slovinský běžkař nezískal medaili ani ze Světového poháru, ani z mistrovství světa či olympijských her. Je vicemistryní světa ze Sappora 2007, čtyřiadvacetkrát vyhrála závod Světového poháru. Její oblíbenou technikou je klasika, její nejsilnější disciplínou je sprint.

### Olympijské hry
- ZOH 2010 - 3. místo ve sprintu klasickou technikou[2]

### Mistrovství světa

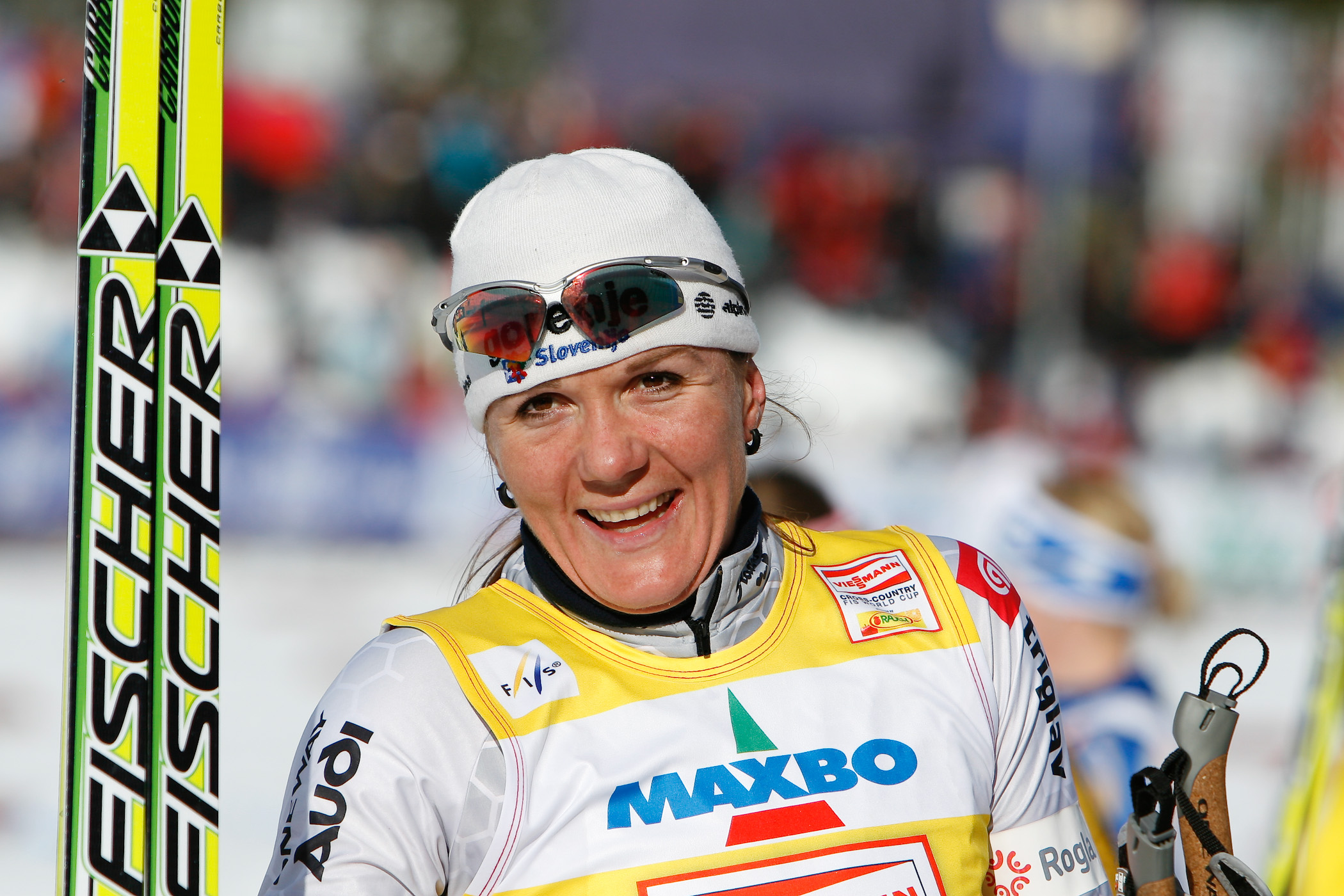
Petra Majdičová

- Sapporo 2007 - 2. místo ve sprintu klasickou technikou

### Vítězství v závodech Světového poháru
1. Drammen 6. března 2006 - sprint klasickou technikou
2. Kuusamo 25. listopadu 2006 - sprint klasickou technikou
3. Stockholm března 2007 - sprint klasickou technikou
4. Kuusamo 1. prosince 2007 - sprint klasickou technikou
5. Canmore 23. ledna 2008 - sprint klasickou technikou
6. Otepää 10. únor 2008 - sprint klasickou metodou
7. Kuusamo 29. listopadu - sprint klasickou technikou
8. Davos 14. prosince 2008 - sprint volnou technikou
9. Düsseldorf 21. prosince 2008 - sprint volnou technikou
10. Otepää 25. leden 2009 - sprint klasickou metodou
11. Valdidentro 13. února 2009 - sprint volnou technikou
12. Lahti 7. března 2009 - sprint volnou technikou
13. Trondheim 12. března 2009 - sprint klasickou technikou
14. Trondheim 14. března 2009 - běh na 30 km klasickou technikou
15. Davos 13. prosince 2009 - sprint volnou technikou

### Tour de Ski
- 2006/07 6. místo (v jednotlivých závodech zvítězila v Oberstdorfu 3. ledna 2007 v běhu na 10 km klasickou technikou)
- 2008/09 3. místo
- 2010 2. místo